# 3 Gwardyjski Korpus Zmechanizowany
3 Gwardyjski Korpus Zmechanizowany (ros. 3-й гвардейский механизированный корпус) – związek operacyjno-taktyczny Armii Czerwonej z okresu II wojny światowej.
3 Gwardyjski Korpus Zmechanizowany utworzony został rozkazem z 18 grudnia 1942 przez przemianowanie 4 Korpusu Zmechanizowanego. Został przydzielony do 51 Armii a jego dowódcą został gen. mjr Wasilij Wolski. Jego szlak bojowy w walce przeciw wojskom III Rzeszy i jej satelitom prowadził spod Stalingradu m.in. przez Rostów nad Donem, Sumy, Nowołukoml i Wilno,  a zakończył się w Kurlandii. W czasie Operacji Bagration 3 Gwardyjskim Korpusem Zmechanizowanym dowodził gen. por. Wiktor Obuchow i podlegał on 5 Gwardyjskiej Armii Pancernej.
Po rozgromieniu III Rzeszy został przeniesiony na Daleki Wschód gdzie ostatecznie zakończył szlak bojowy, walcząc przeciw armii Japońskiej.

## Dowództwo korpusu
Dowódcy:
- gen. mjr Wasilij Wolski (18.12.1942 - 00.03.1943),
- gen. mjr Aleksiej Szaragin (00.03.1943 - 03.05.1943),
- gen. mjr Wiktor Obuchow (22.05.1943 - 19.08.1943),
- gen. mjr Aleksandr Poszkus (19.08.1943 - 00.09.1943,
- gen. por. Wiktor Obuchow (02.10.1943 - 03.09.1945)[1].

Szefowie sztabu:
- gen. mjr Aleksandr Poszkus (18.12.1942 - 00.09.1943),
- płk Władimir Pietrowskij (08.10.1943 - 00.05.1944),
- gen. mjr Georgij Sidorowicz (24.05.1944 - 30.11.1944),
- płk Illarion Fiodorow (00.11.1944 - 00.03.1945),
- płk Grigorij Skripka (00.02.1945 - 00.04.1945)
- płk Władimir Kopienko (16.03.1945 - 03.09.1945)[1].

## Struktura organizacyjna
- 7 Gwardyjska Brygada Zmechanizowana,
- 8 Gwardyjska Brygada Zmechanizowana,
- 9 Gwardyjska Brygada Zmechanizowana[1].

Skład w czasie Operacji Bagration:
- 7 Gwardyjska Brygada Zmechanizowana,
- 8 Gwardyjska Brygada Zmechanizowana,
- 35 Gwardyjska Brygada Zmechanizowana.